# August Göllerich (politik)
August Göllerich (2. července 1819 Piacenza – 23. srpna 1883 Wels) byl rakouský politik německé národnosti, v 2. polovině 19. století poslanec Říšské rady.

## Biografie
Narodil se v italské Piacenze, kde jeho otec sloužil jako důstojník. Mládí prožil v různých posádkových městech v Itálii. Absolvoval humanitní studia a přestěhoval se do Vídně, kde studoval práva na Vídeňské univerzitě. Školu absolvoval roku 1848. Během revolučního roku 1848 působil v akademické legii. Později nastoupil do státní služby. Po krátké době z ní ale odešel a nastoupil ve Welsu (rodné město jeho matky) jako obecní tajemník.
Veřejně a politicky se angažoval. Patřil mezi německé liberály (tzv. Ústavní strana, liberálně a centralisticky orientovaná). 11. února 1869 se podílel na založení liberálního politického spolku ve Welsu a stal se jeho předsedou. Byl rovněž členem dalších spolků, včetně pěveckého spolku ve Welsu a hornorakousko-salcburského pěveckého svazu.
Zasedal jako poslanec Hornorakouského zemského sněmu a byl členem zemského výboru.
Byl i poslancem Říšské rady (celostátního parlamentu Předlitavska), kam nastoupil v prvních přímých volbách roku 1873 za kurii městskou v Horních Rakousích, obvod Freistadt, Perg, Rohrbach, Enns atd. Rezignaci oznámil dopisem 28. dubna 1878. V roce 1873 se uvádí jako August Göllerich, městský tajemník, bytem Wels. V roce 1873 zastupoval v parlamentu ústavověrný blok, v jehož rámci patřil k mladoněmeckému křídlu. V roce 1878 zasedal v poslaneckém Novém klubu pokroku.
Zemřel v srpnu 1883.
Jeho synem byl hudebník August Göllerich.